# Pygarctia
Pygarctia é um gênero de traça pertencente à família Arctiidae.